# Shacknews
Shacknews, comumente referido como "The Shack", é um website que provém notícias, artigos, conteúdo editorial e fóruns relacionados a jogos eletrônicos para consoles e computadores. O site foi fundado em 1996 por Steve "sCary" Gibson como um site dedicado a seguir as notícias do, na época, futuro jogo Quake, da id Software. A Shacknews e o seu website-irmão, FileShack, são atualmente propriedades da GameFly. Os proprietários anteriores do website, Steve Gibson e Maarten Goldstein, venderam o site após prover jornalismo de videogame independente por mais de uma década. A equipe editorial do site atual consiste de Nick Breckon e Chris Faylor.